# Dom Starców na Wildzie w Poznaniu
Dom Starców na Wildzie w Poznaniu – jeden z ostatnich zbudowanych elementów urbanistycznych, jaki składa się na program historyzującej zabudowy Rynku Wildeckiego w Poznaniu.

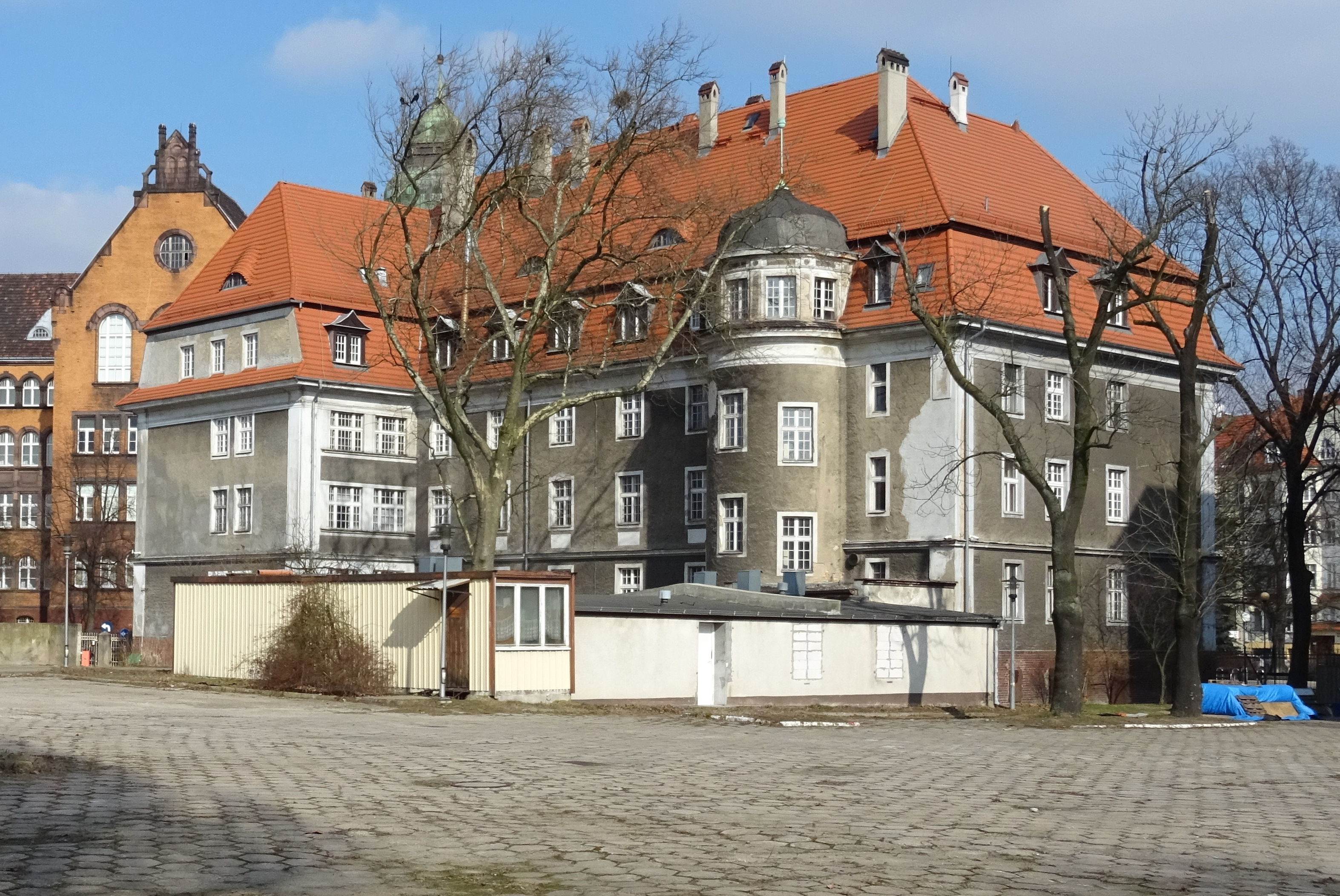
Elewacja podwórzowa

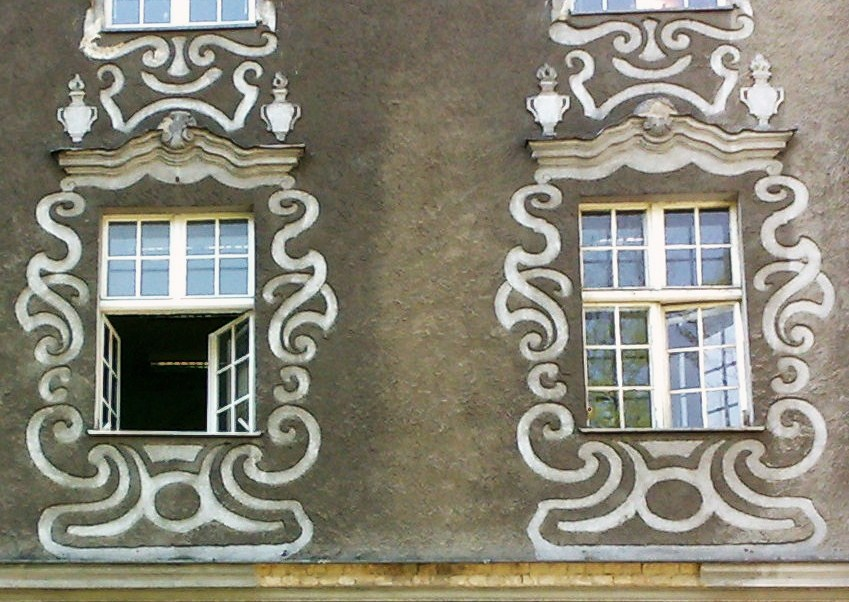
Detal – obramienia okienne

Po wybudowaniu Kościoła Maryi Królowej, Wyższej Szkoły Budowy Maszyn i łaźni miejskiej, powstał na Rynku kolejny obiekt – Dom Starców, wzniesiony z finansów Berger Stiftung (Fundacji Gotthilfa Bergera – społecznika i fundatora, zwłaszcza obiektów edukacyjnych, służących społecznościom polskiej i niemieckiej).
Gmach stanął na obecnym pl. Marii Skłodowskiej-Curie 2 (wówczas zwanym imieniem fundatora), we wschodniej części Rynku Wildeckiego. Pierwszego, neogotyckiego projektu z 1906 nie zrealizowano – jego autorem był inż. Kawel. W marcu 1907, architekt miejski Fritz Teubner, przygotował nowy projekt w stylu neobarokowym. Dom oddano do użytku w styczniu 1909.
Obiekt nawiązuje do monumentalnych gmachów w sąsiedztwie – Politechniki i Szkoły Gminnej. Mimo uproszczenia projektu Teubnera w trakcie realizacji, dom posiada wystawną barokową formę, z dwoma ryzalitami na flankach, balkonem i zdwojonymi kolumnami. Dom miał 60 miejsc – na każdym z pięter znajdowało się kilkanaście pokoi dla pensjonariuszy. Obiekt dysponował własną kuchnią, pralnią, wspólnymi przestrzeniami rekreacyjnymi i nieco zbyt małą liczbą toalet i łazienek.
Obecnie gmach jest własnością Politechniki Poznańskiej, która wystawiła go na sprzedaż. Do 2008 funkcjonował tu 45 Oddział PKO BP w Poznaniu. Na narożniku budynku, w czerwcu 1948, wmurowano tablicę o treści Plac Marii Curie Skłodowskiej / Ku uczczeniu 50 lecia odkrycia polonu i radu 1898 – 1948. Obok stoi dawna szkoła gminna.